# BSAT-1b
BSAT-1bは放送衛星システムが所有するBSアナログ・デジタル放送用の予備衛星である。
1998年4月28日にアリアン4ロケットにより打ち上げられた。7月にヒューズ社からBSAT-1bを引き取り、8月1日よりBS放送用予備衛星として運用を開始した。
BSAT-1aと同様、106ワットの進行波管を使用し、Kuバンドのアクティブ・トランスポンダ4本と予備用ハイパワー・トランスポンダ4本を搭載し、BS-1、3、5、7、9、11、13、15chから4つを選択可能。設計寿命は10年。
2011年8月30日に運用を終了した。

## 利用
- 2000年12月1日 - 2001年4月25日：BSデジタル放送に利用[1]
- 2001年9月25日 - 2001年10月29日：BSAT-2aのトラブルのためBSデジタル放送に利用[1][4]
- 2001年11月7日 - 2002年7月9日：BSAT-2aのトラブルのためBSデジタル放送に利用[1][5]
- 2004年5月10日からBSAT-1aの負荷電力低減のためBS-9chの放送に利用[1]
- 2007年11月1日からBSアナログ・デジタル放送用予備衛星[1]